# Trachy
Trachy (dodatkowa nazwa w j. niem. Althammer) – wieś sołecka w Polsce, położona w województwie śląskim, w powiecie gliwickim, w gminie Sośnicowice.
W latach 1975–1998 miejscowość administracyjnie należała do województwa katowickiego.

## Integralne części wsi
| SIMC    | Nazwa     | Rodzaj  |
| ------- | --------- | ------- |
| 0221971 | Nowa Wieś | kolonia |
| 0221988 | Zamoście  | kolonia |

## Edukacja
Przedszkola:
- Przedszkole w Trachach

## Turystyka
Przez wieś przebiegają szlaki turystyczne:
- - Szlak Stulecia Turystyki
- - Szlak Sośnicowicki